# Andrei Gennadjewitsch Djakow
Andrei Gennadjewitsch Djakow (russisch Андрей Геннадьевич Дьяков; auch Andrej G. Djakow transkribiert; * 28. Januar 1978 in Leningrad) ist ein russischer Schriftsteller.
Er lebt in Sankt Petersburg und arbeitet als Auditor für Qualitätsmanagement. Für die Buchserie des Metro-2033-Universums schrieb er eine größtenteils in Sankt Petersburg spielende Trilogie. Djakow zählt zu den beliebtesten Autoren der Buchserie.

## Veröffentlichungen
- Die Reise ins Licht (russ.: К свету), Heyne Verlag, München 2011, ISBN 978-3-453-52854-3
- Die Reise in die Dunkelheit (russ.: Во мрак), Heyne Verlag, München 2012, ISBN 978-3-453-52939-7
- Hinter dem Horizont (russ.: За горизонт), Heyne Verlag, München 2013, ISBN 978-3-453-31514-3